# Beatrice, Alabama
Beatrice là một thị trấn thuộc quận Monroe, tiểu bang Alabama, Hoa Kỳ. Dân số năm 2009 là 384 người, mật độ đạt 110 người/km².